# Kithagalale, Alur
Kithagalale là một làng thuộc tehsil Alur, huyện Hassan, bang Karnataka, Ấn Độ.